# Doubychtche
Doubychtche (ukrainien : Дубище) est une commune urbaine de l'oblast de Volhynie, en Ukraine. Elle compte 1 936 habitants en 2021.